# Numéros de téléphones en Centrafrique
Depuis le 1er novembre 2007 à 5 heures, le plan de numérotation en République centrafricaine est basé sur une numérotation normale à 8 chiffres.

## Format des numéros
Le plan de numérotation en République Centrafricaine est un plan fermé à 8 chiffres de type AB PQ MCDU. La longueur du NSN Numéro national significatif est de 8 chiffres.
- +236 .... .... – depuis l’extérieur de la République centrafricaine
- .... .... – à l’intérieur de la République centrafricaine

## Indicatifs
| Attribution des numéros des lignes fixes | Attribution des numéros des lignes fixes | Attribution des numéros des lignes fixes |
| Format                                   | Opérateur                                | Zone                                     |
| ---------------------------------------- | ---------------------------------------- | ---------------------------------------- |
| 21.. ....                                | Socatel                                  | zone de Bangui                           |
| 22.. ....                                | Socatel                                  | zone de Berbérati                        |

| Attribution des numéros des mobiles | Attribution des numéros des mobiles |
| Format                              | Opérateur                           |
| ----------------------------------- | ----------------------------------- |
| 70.. ....                           | Moov Centrafrique                   |
| 75.. ....                           | Telecel                             |
| 77.. ....                           | Nationlink                          |
| 72.. ....                           | Orange                              |

| Attribution pour Services spéciaux | Attribution pour Services spéciaux |
| Format                             | Opérateur                          |
| ---------------------------------- | ---------------------------------- |
| 8776 ....                          | Invivent                           |